# Mistrzostwa Panamerykańskie w Judo 1972
8. Mistrzostwa panamerykańskie w judo odbywały się w dniach 12-14 maja 1972 roku w Buenos Aires. W tabeli medalowej tryumfowali judocy z Brazylii.

## Klasyfikacja medalowa
| Miejsce | Państwo   |   |   |   | Razem |
| ------- | --------- | - | - | - | ----- |
| 1       | Brazylia  | 4 | 4 | 1 | 9     |
| 2       | Argentyna | 2 | 2 | 5 | 9     |
| Razem   | Razem     | 6 | 6 | 6 | 18    |

## Medaliści

### Mężczyźni
| Konkurencja: | Złoto:          | Srebro:         | Brąz:              |
| −63 kg       | Juan Maeto      | Anelson Vieira  | José Luis Naccaro  |
| −70 kg       | Hipólito Elías  | E. Leandro      | J. Valentini       |
| −80 kg       | Lhofei Shiozawa | Antonio Gallina | Ricardo Castagnino |
| −93 kg       | Chiaki Ishii    | Jorge Portelli  | J. Curi            |
| ponad 93 kg  | W.O. de Abreu   | A. Giovanetti   | Julio Abraham      |
| Open         | Chiaki Ishii    | Lhofei Shiozawa | Antonio Gallina    |